# Seznam zápasů české a maďarské hokejové reprezentace
Toto je seznam zápasů české a maďarské hokejové reprezentace na MS.

## Mistrovství světa v ledním hokeji
| Datum     | Číslo | Česko | Výsledek | Zápas | MS   | Místo   | Branky České republiky                                                        |
| --------- | ----- | ----- | -------- | ----- | ---- | ------- | ----------------------------------------------------------------------------- |
| 15.5.2025 | 1     | Česko | 6:1      | ZS    | 2025 | Herning | 2x David Pastrňák • Jakub Flek • Petr Kodýtek • Ondřej Beránek • Lukáš Sedlák |
|           |       |       |          |       |      |         |                                                                               |